# گنو ایمکس
گنو ایمکس (به انگلیسی: GNU Emacs) پرطرفدارترین و بیشترین نسخهٔ پورت شده از ایمکس است که توسط ریچارد استالمن در ۱۹۸۴ برای پروژه گنو ساخته شد.
گنو ایمکس ویرایشگر متنی با قابلیت‌های گسترش‌پذیری بالاست. گنو ایمکس نزد برنامه‌نویسان رایانه خصوصاً لینوکس و به‌طور کلی شبه یونیکس کاران از محبوبیت بالایی برخوردار است. در واقع ویرایشگر وی‌آی (vi) و ایمکس دو رقیب اصلی در عرصهٔ ویرایش متن در دنیای لینوکس/یونیکس محسوب می‌شوند و جنگ ویرایشگرها را به وجود آوردند.
نام ایمکس از عبارت انگلیسی Editor MAcroS (به معنی ماکروهای ویرایشگر) برای ویرایشگر تیکو برگرفته شده‌است. این ماکروها نخستین بار توسط ریچارد استالمن و گای استیل در ۱۹۷۶ نوشته شدند. پروژهٔ گنو ایمکس توسط استالمن در سپتامبر ۱۹۸۴ آغاز به کار کرد و نخستین انتشار عمومی آن در تاریخ ۲۰ مارس ۱۹۸۵ (۲۹ اسفند ۱۳۶۳) صورت گرفت. تا سال ۲۰۰۸ وظیفهٔ نگهداری از کد گنو ایمکس به عهدهٔ استالمن بود و پس از آن به Stefan Monnier و Chong Yidong داده شد. زبانی که برای گسترش امکانات ایمکس از آن استفاده می‌شود گویشی خاصی از زبان برنامه‌نویسی لیسْپ به نام ایمکس لیسپ است.
ایمکس یکی از قوی‌ترین ویرایشگرهای متن در حال حاضر است. باید توجه داشت که ایمکس برای ویرایش متن است و نه واژه‌پردازی. از این رو هدف اصلی آن کنترل اندازه یا نوع قلم و امثال آن نیست، بلکه دستکاری در کلمات و بندها (شامل جابجایی و پس‌وپیش کردن و پاک‌کردن و…) و رنگ‌آمیزی متن برای آسان‌سازی ویرایش برنامه‌های رایانه‌ای و امثال آن است. از طریق ایمکس می‌توان برنامه‌های رایانه‌ای را نوشته، اجرا و حتی غلط‌گیری (debug) کرد. اصولاً می‌توان ایمکس را برای کار با هر زبان برنامه‌نویسی دلخواهی بهینه‌سازی و تنظیم کرد؛ و تمام این گسترش‌ها از طریق زبان ایمکس لیسپ است.
چنان‌که گفته شد به ایمکس قابلیتهای بیشماری به کمک زبان برنامه‌نویسی ایمکس لیسپ می‌توان افزود. این امکانات‌افزایی تا جایی پیش رفته‌است که امروز بعضی از کاربران حرفه‌ای این برنامه، بسیاری از کارهای روزمرهٔ خود را حتی وب‌گردی (به صورت متنی) و نوشتن و دریافت پست‌الکترونیکی و کارهای بسیاری که از یک ویرایشگر عادی بر نمی‌آید، با ایمکس انجام می‌دهند.